# Partido Federal de Filipinas
El Partido Federal de Filipinas (en filipino: Partido Federal ng Pilipinas; PFP) es un partido político de Filipinas. Formado en 2018 por el exsecretario de Reforma Agraria John Castriciones, el partido aboga por el federalismo en Filipinas.

## Historia
El Partido Federal de Filipinas se formó a principios de 2018 y fue acreditado por la Comisión de Elecciones (COMELEC) el 5 de octubre de ese año. PFP fue formada por el exsecretario de Reforma Agraria John Castriciones, un grupo que apoyó la candidatura del presidente Rodrigo Duterte en las elecciones presidenciales de 2016 y exmiembros del PDP-Laban, partido de Duterte.

## Posiciones políticas
PFP quiere que Filipinas se convierta en un estado federal. El consejero general del partido, George Briones, lo describe como un partido común y defiende una sociedad libre de drogas ilegales, libre de corrupción, libre de delincuencia, libre de insurgencia y libre de pobreza. El presidente del partido, Reynaldo Tamayo Jr., dice que los principios del partido son: personalismo, federalismo patriótico, socialismo ilustrado y democracia directa. También declaró que valora la dignidad humana y aspirará a la igualdad entre todos. El lema del partido es "una vida digna de dignidad humana para todos los filipinos".